# Караколь (Курмангазинский район)
Караколь (каз. Қаракөл) — село в Курмангазинском районе Атырауской области Казахстана. Входит в состав Макашского сельского округа. Код КАТО — 234657600.

## Население
В 1999 году население села составляло 123 человека (63 мужчины и 60 женщин). По данным переписи 2009 года, в селе проживало 56 человек (27 мужчин и 29 женщин).